# Sūrīk
Sūrīk (persiska: سوريك, سوریک) är en ort i Iran.   Den ligger i provinsen Västazarbaijan, i den nordvästra delen av landet, 700 km nordväst om huvudstaden Teheran. Sūrīk ligger 1 190 meter över havet och antalet invånare är 278.
Terrängen runt Sūrīk är kuperad åt sydost, men åt nordväst är den bergig. Runt Sūrīk är det ganska glesbefolkat, med 39 invånare per kvadratkilometer. Närmaste större samhälle är Panjarlū, 16,3 km nordost om Sūrīk. Trakten runt Sūrīk består i huvudsak av gräsmarker.